# Organ trio
Un organ trio è una forma di ensemble jazz composto da tre musicisti; un suonatore di Organo Hammond, una batteria e un chitarrista jazz o un sassofonista. In alcuni casi il sassofonista si unisce a un trio composto da organista, chitarrista e batterista, trasformandolo in un quartetto. I trii d'organo erano un tipo popolare di ensemble jazz per club e bar negli anni '50 e '60, eseguendo uno stile jazz basato sul blues che incorporava elementi di rhythm and blues. Il formato dell'organ trio era caratterizzato da lunghi assoli improvvisati e dall'esplorazione di diversi "moods" ("stati d'animo") musicali.
Nei trii d'organo, l'organista Hammond interpreta diversi ruoli, tra cui suonare le linee di basso, sia sui pedali del basso che sul manuale inferiore dell'organo, suonando gli accordi ("accompagnamento") e linee melodiche e assoli. Nei trii d'organo con un chitarrista, quest'ultimo di solito 'riempie' le parti musicali che l'organista non esegue. Ad esempio, se l'organista sta suonando un assolo e una linea di basso, il chitarrista può suonare gli accordi.
I trii d'organo degli anni '50 e '60 spesso suonavano soul jazz, uno stile infuso di groove che incorporava blues, gospel e rhythm and blues. I trii d'organo degli anni '70, come la band Lifetime di Tony Williams, suonavano fusion jazz-rock. Negli anni '90 e 2000, trii d'organo come Medeski Martin and Wood e Soulive furono coinvolti nella fiorente scena delle jam band.

## Storia

### Prima degli anni '50
Mentre musicisti jazz come Fats Waller e Count Basie esplorarono l'uso dell'organo negli ensemble jazz negli anni '20 e '30, fu solo alla fine degli anni '40 che i suonatori di Hammond come Wild Bill Davis furono i pionieri del formato organ trio. Musicisti come Davis e il Milt Herth Trio si resero conto che l'organo Hammond B3 amplificato "metteva la potenza di una big band a grandezza naturale nelle mani di un musicista", con il cabinet amplificato rotante dotato di altoparlanti Leslie che aggiungeva un effetto riempitivo, "suono di dimensioni eccezionali."

### Anni '50 -'60
Negli anni '50 e '60, l'organ trio divenne un ensemble musicale comune nei bar e nelle taverne negli Stati Uniti, soprattutto nelle zone centrali delle grandi città. I trii d'organo hanno utilizzato il potente suono amplificato dell'organo Hammond e la sua capacità di ricoprire più ruoli musicali (linee di basso, accordi e linee principali), per riempire un bar o un club con un volume di suono che in precedenza avrebbe richiesto un ensemble molto più grande. Sebbene ai proprietari di bar piacesse questo aspetto di risparmio di denaro dell'organo trio, il formato presentava anche una serie di vantaggi musicali. L'organ trio era un ensemble più intimo e più piccolo, che facilitava la comunicazione tra i musicisti e consentiva più libertà per cambiamenti spontanei di umore o tempo e per "allungarsi" su assoli estesi.
Secondo Tom Vicker, "il più famoso dei primi suonatori di organ trio fu Bill Doggett di Filadelfia, che registrò brani strumentali per la King Records nei primi anni Cinquanta". I successivi organisti ad arrivare furono Hank Marr, Dave "Baby" Cortez, Jimmy McGriff, e poi "ancora il migliore swinger d'organo, Jimmy Smith". Dopo la morte di Smith nel 2005, lo scrittore della rivista Variety Phil Gallo elogiò Smith come un uomo che "da solo ha reinventato l'organo Hammond B3 per il jazz e ha creato il modello per l'organ trio".
Durante gli anni '60, chitarristi jazz come Howard Roberts, Grant Green, Kenny Burrell, George Benson e Wes Montgomery si esibivano spesso in trii d'organo e le registrazioni di organ trio spesso entravano nelle classifiche R&B e pop. Suonatori di organo Hammond come "Brother" Jack McDuff, Johnny "Hammond" Smith e Richard "Groove" Holmes spesso si esibivano e registravano in trii d'organo. "Il corpo di lavoro dei leader del linguaggio dell'organ trio nel suo periodo di massimo splendore è stato ben documentato, poiché in quell'epoca, sulla base delle vendite di dischi, i gruppi d'organo, in particolare quelli guidati da Jimmy Smith, rappresentavano forse il genere più popolare del jazz". Il chitarrista Grant Green ha eseguito una miscela di jazz, funk e boogaloo, collaborando frequentemente con gli organisti "Big" John Patton, Jack McDuff e Neal Creque e con il batterista Idris Muhammad
Alla fine degli anni '60, quando i musicisti jazz iniziarono a esplorare il nuovo genere della jazz-rock fusion, i trii d'organo guidati da organisti come Larry Young "si avventurarono in territori più remoti, espandendo la tavolozza armonica della forma dell'organ trio". Young ha aperto la strada a un nuovo approccio nel suonare l'Hammond B3. In contrasto con lo stile soul-jazz influenzato dal blues di Jimmy Smith, in cui le canzoni erano strutturate su progressioni di accordi, Young preferiva un approccio modale all'esecuzione, in cui le canzoni erano basate su modalità musicali piuttosto che su progressioni di accordi.

### Anni '70 -'80

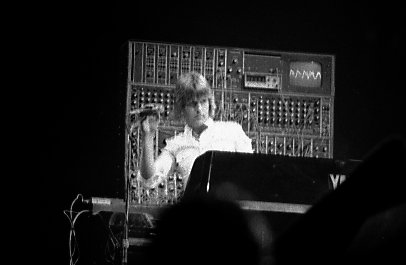
Keith Emerson degli Emerson, Lake & Palmer, al Maple Leaf Gardens, Toronto 1978

Negli anni '70, i trii d'organo in stile anni '60 basati su un organo Hammond furono eclissati dalla nuova tendenza della fusione jazz-rock, e piccoli gruppi utilizzarono sempre più tastiere elettroniche come il Sintetizzatore Moog al posto dell'organo Hammond. I sintetizzatori permisero ai musicisti di creare nuovi suoni elettronici che non erano possibili sugli organi elettromeccanici di Hammond. Emerson, Lake & Palmer erano un organ trio che si ramificava con successo tra i tempi mutevoli tra le loro esibizioni di debutto nel 1970 verso la fine del decennio, con Keith Emerson all'organo Hammond B3, Greg Lake alla chitarra o al basso e Carl Palmer alla batteria; Emerson fu uno dei primi a passare al suono sintetico. I veterani dell'Hammond come Emerson e Charles Earland iniziarono a utilizzare i sintetizzatori per "aggiornare" il loro suono agli stili pop-disco della fine degli anni '70.
C'erano un piccolo numero di famosi trii d'organo negli anni '70. John Abercrombie aveva un organ trio dal suono futuristico con Jan Hammer al basso Hammond e Moog e Jack DeJohnette alla batteria. La band fusion Lifetime di Tony Williams, che durò dal 1969 al 1975, era un organ trio con John McLaughlin alla chitarra e Larry Young all'organo. I Lifetime erano una band pioniera del movimento fusion, che combinava rock, R&B e jazz.

### Anni '90

#### Gruppi tradizionali

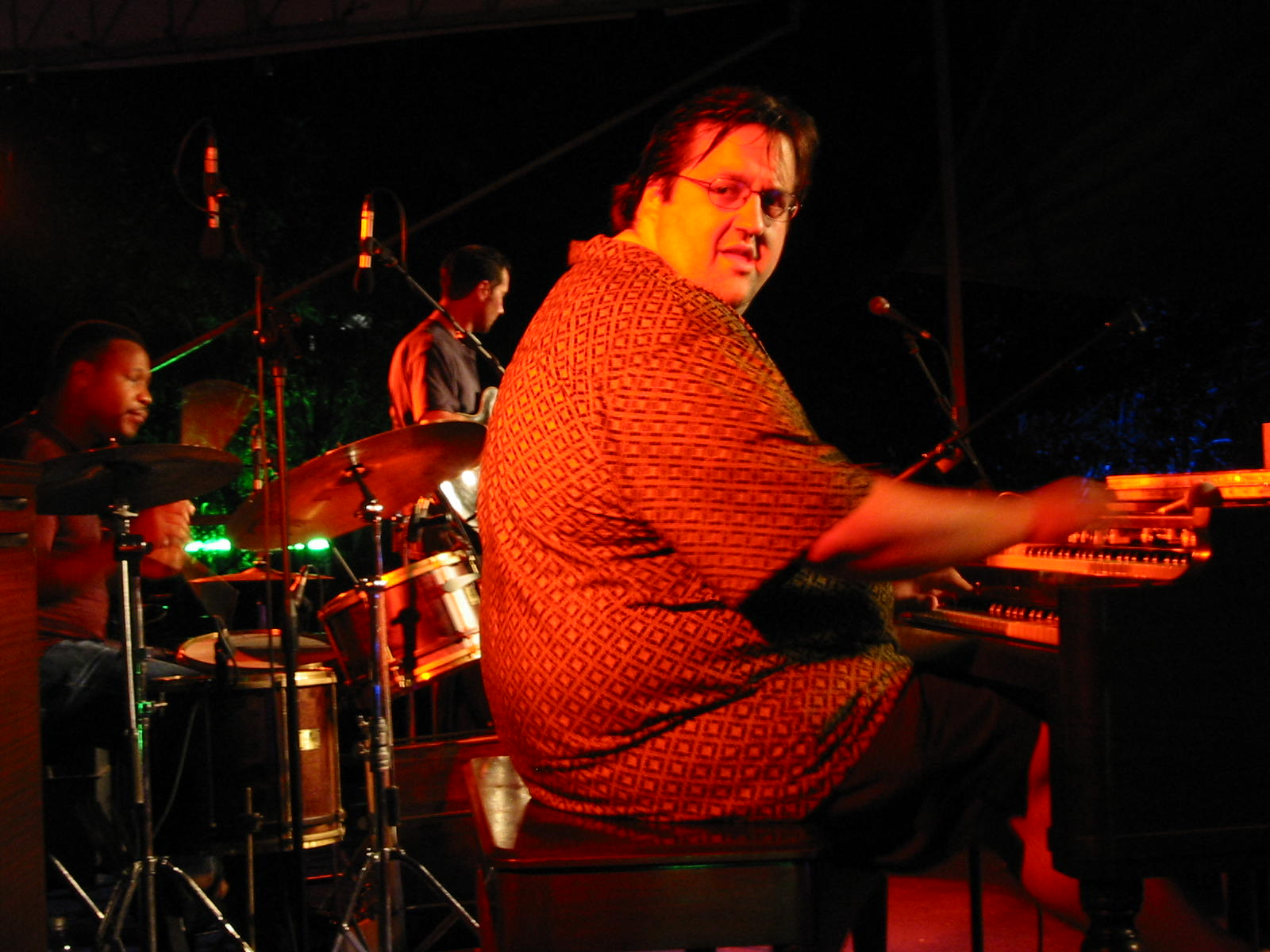
L'organista jazz Joey Defrancesco, in questa foto del 2002, ha registrato album che riprendono il suono dell'organ trio 'vecchia scuola' degli anni '60.

Negli anni novanta e 2000, c'è stato un revival dei trii d'organo nei generi Jazz, Blues, Soul e R&B. Tra la fine degli anni '90 e l'inizio degli anni 2000, prima della sua morte nel 2005, Jimmy Smith tornò alla ribalta, registrando album e suonando nei club. Alcuni gruppi, come l'organ trio guidato dal suonatore di Hammond Joey DeFrancesco, mentore di Jimmy Smith, miravano a riconquistare i suoni tradizionali e l'atmosfera jazz influenzata dal blues degli organ trio degli anni '60 di Smith, McDuff e Don Patterson.
Il Deep Blue Organ Trio, un organ trio di Chicago, ha registrato due album per la Delmark Records e due con la Origin Records, ed è stato in tournée con gli Steely Dan diverse volte. Nella tradizione di Wes Montgomery e George Benson, il loro sound era intriso di ritmi più africani, blues e post-Bop, con particolare attenzione al modo di suonare sia dell'organista Chris Foreman che del chitarrista Bobby Broom.
Anche l'organ trio danese Ibrahim Electric ha esplorato diversi tipi di sviluppi del jazz, come l'afro-beat e il boogaloo con una forte influenza del blues tradizionale, ma con l'accento principale sull'Hammond B-3 suonato da Jeppe Tuxen.
Nel 2007 Steve Howe ha creato lo Steve Howe Trio, ispirato principalmente dal lavoro di Kenny Burrell.

#### Altre varianti
Trii d'organo come Medeski Martin and Wood (MMW), Niacin, Soulive e il Big Organ Trio di Mike Mangan mescolano il jazz con una gamma di stili diversi come il soul jazz degli anni '70, il jazz fusion e l'improvvisazione in stile jam band. I MMW hanno usato una variante del formato dell'organ trio, dal momento che la band include organo Hammond, contrabbasso e batteria. L'organ trio di New York Darediablo fonde funk, rock progressivo, fusion e hard rock in un suono pesante e carico di riff. Più raramente, alcune band blues utilizzano il formato organ trio, come la band britannica guidata dal chitarrista Matt Schofield, l'organista del Matt Schofield Trio è Jonny Henderson. 

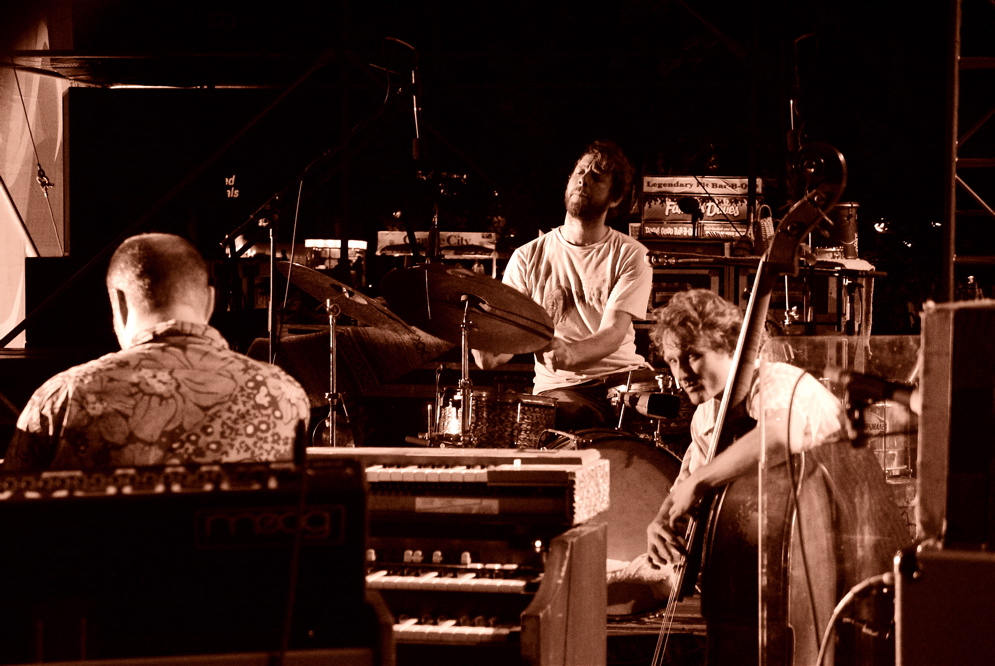
Il trio d'organo Medeski, Martin e Wood dimostra che un organ trio può presentarsi in diverse varietà; al posto di un sax o di un chitarrista elettrico, questa band ha un contrabbassista come terzo membro.

Un esempio insolito di artista influenzato dall'organ trio è Charlie Hunter, che ha utilizzato una chitarra a 8 corde personalizzata per emulare il ruolo e il suono di un Organo Hammond. Ha eseguito linee di basso sulle tre corde della gamma bassa del suo basso elettrico, mentre suonava accordi e linee melodiche sulle corde più alte. A metà degli anni 2000, il sassofonista/clarinettista basso/flautista James Carter ha eseguito e registrato jazz moderno e più tradizionale, con il suo James Carter Organ Trio, con Gerard Gibbs all'Hammond B-3 e Leonard King alla batteria. Queste registrazioni includono Live at Baker's Keyboard Lounge nel 2001, pubblicato nel 2004, Out of Nowhere, nel 2004 e Extending the Language del batterista Leonard King nel 2005.

### Anni 2000 e 2010

#### Gruppi jazz
Dopo che il Deep Blue Organ Trio si è sciolto nel 2013, il chitarrista di Chicago Bobby Broom, che era stato un musicista fondamentale nel gruppo, ha lanciato il suo organ trio The Bobby Broom Organi-Sation con nuovi giovani musicisti di Chicago, Ben Paterson sull'Hammond B-Sation3 e alternando i batteristi Makaya McCraven e Kobie Watkins. Il gruppo andò in tour col gruppo di Steely Dan nel loro tour Jamalot Ever After North American e iniziò a lavorare nell'area di Chicago e a lavorare al loro primo album.

#### Altre varianti
Il gruppo rock progressivo inglese Van der Graaf Generator operò effettivamente come un organ trio a partire dal 2006, quando il sassofonista/flautista David Jackson se ne andò, lasciando il nucleo della formazione dei primi anni 1970, Peter Hammill (voce/chitarra/pianoforte), Hugh Banton (organo/tastiere) e Guy Evans (batteria/percussioni) per continuare fino ai giorni nostri (dal 2012). Banton, un organista di formazione classica, ha provveduto al basso dall'organo, occasionalmente suonare il basso in studio, da quando Nic Potter lasciò la band nel 1970. Pertanto la formazione Van der Graaf Generator del 1970-71 (Hammill, Banton, Evans e Jackson) che registrò Pawn Hearts (1971), potrebbe anche essere vista come un "organ trio più sassofono".

## Stile musicale, tradizione e varianti

### Come stile musicale o tradizione
Mentre il termine organ trio è tipicamente un riferimento a un tipo di piccolo ensemble, il termine organ trio è anche usato per riferirsi agli stili musicali, ai generi e alla tradizione dell'era degli anni 1950/1960 dell'organ trio. Sebbene i componenti della "tradizione dell'organ trio" siano oggetto di dibattito, lo stile dell'organ trio degli anni 1950/1960 tende ad avere più influenze blues rispetto ad altri jazz di piccoli gruppi di quest'epoca, e spesso confonde i confini tra blues, R&B e jazz. Inoltre gli organ trio tendono a concentrarsi o a essere costruiti attorno al suono dell'organo.
Lo stile dell'organ trio è stato anche associato al soul jazz, uno sviluppo dell'hard bop che incorporava forti influenze dal blues, dal gospel e dal rhythm and blues. Tuttavia, a differenza dell'hard bop, il soul jazz generalmente enfatizzava groove ripetitivi e ritornelli melodici, e le sue improvvisazioni erano spesso meno complesse che in altri stili jazz.
I critici musicali che parlano di trii d'organo degli anni 1990 e 2000 si riferiscono spesso a come un gruppo moderno è posizionato di fronte alla "tradizione del trio d'organo" degli anni 1950 e 1960. Ad esempio, la recensione di John Koenig delle registrazioni dell'organ trio del chitarrista Rick Zunigar rileva che "...la concezione dell'organ trio di Zunigar ci offre uno sguardo odierno al genere, filtrato attraverso tutta la tradizione del passato, ma anche intriso di altre influenze e tendenze che affondano le loro radici nei maggiori movimenti jazz degli ultimi 30 anni".

### Forme varianti
Più raramente un organ trio potrebbe consistere in un organista Hammond e due chitarristi jazz, oppure da un organista Hammond, un contrabbassista e un batterista. Ad esempio, l'organista Shirley Scott aveva un organ trio che includeva un bassista e un batterista. In alcuni casi, all'organ trio tradizionale verrà aggiunto un quarto musicista, come un sassofonista o un cantante. In questo caso, il gruppo può essere classificato come "sassofonista e organ trio" o "cantante e organ trio." Ad esempio, il recensore Dan McClenaghan, di All About Jazz, ha detto che "... un bell'organ trio [stava] accompagnando un sassofonista di talento" in una delle registrazioni del sassofonista tenore David Sills. Descrivere questi gruppi di quattro musicisti come un "trio più uno", invece che come un quartetto, può sembrare un termine improprio.
Tuttavia questo approccio può essere giustificato perché esistono diversi stili e tradizioni musicali associati a diversi tipi di ensemble jazz. Pertanto, se un concerto viene pubblicizzato come un quartetto jazz, ad es. un sassofono e una sezione ritmica, il pubblico ha diverse aspettative riguardo al repertorio e agli stili musicali rispetto a quando un concerto viene pubblicizzato come un organ trio con un sassofono. Esistono stili, generi e tradizioni musicali specifici associati all'era dell'organ trio degli anni '50 e '60.

## Altri significati

### Opere in stile barocco per organo.
J.S. Bach e altri compositori barocchi del XVII secolo e dell'inizio del XVIII secolo scrissero molte opere per organo chiamate sonata in trio, spesso basate su melodie di preludio corale. Queste composizioni di sonate per trio d'organo vengono talvolta chiamate "trii d'organo." Le sonate in trio per organo di Bach sono scritte per un unico strumento: l'organo barocco a canne. Sono comunque chiamate sonate trio perché sono scritte in tre linee melodiche indipendenti, o "voci". Per aiutare il pubblico ad ascoltare le tre diverse linee melodiche, Bach indicò che le sonate in trio dovessero essere eseguite su due manuali separati (tastiere d'organo), con la pedaliera del basso che fornisce la terza parte inferiore. Per aiutare ulteriormente il pubblico ad ascoltare le diverse linee melodiche superiori, gli organisti utilizzano tipicamente una registrazione diversa per ciascun manuale selezionando diversi registri dell'organo.